# Трудовое (Кызылжарский район)
Трудовое (каз. Трудовое) — село в Кызылжарском районе Северо-Казахстанской области Казахстана. Входит в состав Новоникольского сельского округа. Код КАТО — 595055300.
Возле села находится озеро Уялы.

## Население
В 1999 году население села составляло 317 человек (151 мужчина и 166 женщин). По данным переписи 2009 года, в селе проживало 295 человек (151 мужчина и 144 женщины).